# Королевский ботанический сад Мадрида
Королевский ботанический сад Мадрида (исп. Real Jardín Botánico de Madrid) — ботанический сад, расположенный рядом с музеем Прадо в столице Испании Мадриде.

## История

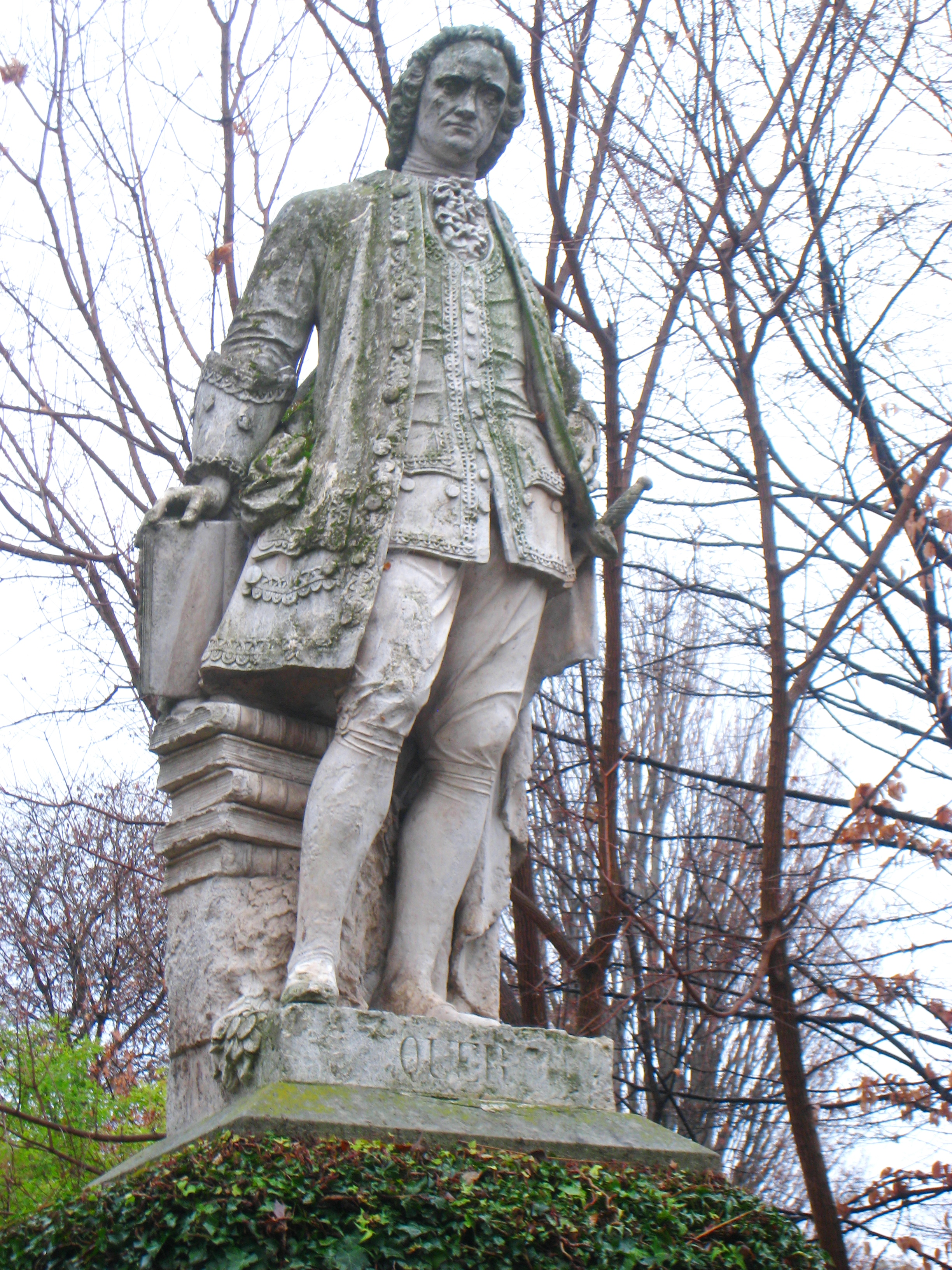
Памятник Хосе Керу в ботаническом саду

Первоначальный сад был основан 17 октября 1755 года по приказу короля Фердинанда VI. Он располагался на берегу реки Мансанарес, близ современного района Пуэрта-де-Йерро. В нём были размещены больше двух тысяч растений, выращенные ботаником Хосе Кером. В 1774 году Карл III велел перенести сад в его нынешнее местонахождение. Окончательный переезд был осуществлён в 1781 году, когда сад был открыт. Архитекторами выступили Франческо Сабатини и Хуан де Вильянуэва.
В 1794 году сад был существенно расширен растениями, привезёнными в Испанию Алессандро Маласпиной. В 1857 году при директоре Мариано де ла Пас Граэльсе в саду была построена новая оранжерея и основан небольшой зоопарк, впоследствии перенесённый в парк Буэн-Ретиро.
В 1886 году множество деревьев на территории сада было уничтожено вследствие урагана.
В 1942 году Королевский ботанический сад был включён в список Исторических садов культурного наследия Испании.
С 1974 по 1981 ботанический сад был закрыт на реконструкцию, в ходе который была восстановлена его первоначальная планировка.

## Описание
В настоящее время сад разделён на семь основных частей, также на его территории имеется пять оранжерей. Всего в саду произрастают около 90 тысяч растений, среди которых порядка 1500 деревьев.
Гербарий ботанического сада, ныне содержащий более миллиона образцов растений, разделён на два отделения — криптогамическое (для грибов, мхов и прочих нецветковых растений) и фанерогамическое (для цветковых растений).
С 1941 года сад выпускает ботанический журнал Anales del Jardín Botánico de Madrid.